# Sistema de ensino e pesquisa de Corumbá
As taxas de evasão e repetência tem diminuído no município no ensino fundamental e médio em razão dos investimentos públicos efetuados. Pesar disso, a rede de ensino de Corumbá ainda é reduzido, contando com poucas unidades de ensino básico, médio, superior. Também se destaca na área da pesquisa.

## Ensino primário e médio
No ensino primário e médio dispõe de sessenta e cinco estabelecimentos que se dividem da seguinte maneira de acordo com a administração: 14 estaduais, 31 municipais e 20 particulares.

## Ensino superior
No ensino superior, dispõe de três estabelecimentos que totalizam 15 cursos.

### Cursos
Bacharelado
Abaixo os cursos existentes na cidade e suas respectivas instituições:
- 1- Administração - FSST, UFMS, UNOPAR, UNIGRAN, UNIDERP
- 2- Ciências Biológicas - UFMS,UNOPAR, UNIGRAN, UNIDERP
- 3- Ciências Contábeis - UFMS, UNOPAR, UNIGRAN, UNIDERP
- 4- Ciências Econômicas - FSST
- 5- Direito – FSST, UFMS
- 6- Enfermagem - UNIDERP
- 7- Psicologia - UFMS
- 8- Turismo - FSST
- 9- Zootecnia - FSST

Licenciatura
- 10- Educação Física - UFMS
- 11- Geografia - UFMS,UNOPAR, UNIGRAN, UNIDERP
- 12- História - UFMS
- 13- Letras - UFMS, UNOPAR, UNIGRAN, UNIDERP
- 14- Matemática - UFMS
- 15- Pedagogia - UFMS

Tecnologia
- 16- Tecnologia em Análise e Desenvolvimento de Sistemas - IFMS, UNOPAR

### Centros de ensino

#### Locais
No ensino superior, dispõe de dois estabelecimentos. Abaixo os centros de ensino superior existentes na cidade com seus respectivos cursos:
- Faculdade Salesiana de Santa Teresa (FSST): antigo Instituto de Ensino Superior do Pantanal (IESPAN), foi fundada em julho de 1998. Desde 2003 é administrada pela Universidade Católica Dom Bosco (UCDB). Cursos: Administração, Ciências Econômicas, Direito, Turismo e Zootecnia
- Instituto Federal de Mato Grosso do Sul (IFMS): o Campus Corumbá do IFMS está em construção no Bairro Popular Velha, numa área de 46.212 m² doada pela Prefeitura Municipal. O projeto de arquitetura prevê cinco blocos de edifícios interligados por passarela, com área total construída de 6.686 m². Cursos: Tecnologia em Análise e Desenvolvimento de Sistemas (EAD: Técnico em Administração, Técnico em Eventos, Técnico em Logística, Técnico em Meio Ambiente, Técnico em Reabilitação de Dependentes Químicos, Técnico em Secretariado e Técnico em Serviços Públicos)
- Universidade Federal de Mato Grosso do Sul (UFMS): foi implantada em 1962, em Campo Grande, capital do estado desde 1979. Com estrutura organizacional multicampi, da qual faz parte o Câmpus do Pantanal (CPAN), possui órgãos de Administração Setorial Suplementares e de Ensino, Pesquisa e Extensão, distribuídos no Estado de Mato Grosso do Sul.

No ano de 1967, o Governo do Estado de Mato Grosso criou em Corumbá, o Instituto Superior de Pedagogia de Corumbá (ISPC), pelo Decreto Estadual nº 402 de 13/11/1967. Em 16 de setembro de 1969, integrando os Institutos de Campo Grande, Corumbá e Três Lagoas, a Lei Estadual nº 2.947/69 criou a Universidade Estadual de Mato Grosso (UEMT). Em 1979, com a divisão do Estado de Mato Grosso, foi concretizada a federalização da Instituição que passou a se denominar Fundação Universidade Federal de Mato Grosso do Sul (UFMS), pela Lei Federal n º 6.674/79.
O Câmpus do Pantanal/UFMS está situado no município de Corumbá, é instalado em edifício construído na Avenida Rio Branco, nº 1.270, entre as cidades de Corumbá e Ladário, tem localização geoestratégica privilegiada. Atende, além do município de Corumbá, o município de Ladário e os países limítrofes do Cone Sul, em especial a Bolívia.
Visando ao cumprimento do Estatuto em vigência (Res. COUN nº 35/2011) e do Regimento Geral (COUN nº 78/2011) da UFMS, o Câmpus do Pantanal tem buscado a integração regional além de estimular as atividades de ensino, pesquisa e extensão. Nesse sentido, tem participado ativamente da preservação dos recursos naturais, especialmente da fauna e flora do Pantanal, região onde está inserido, motivando estudos e pesquisas acerca dos aspectos ambientais, político, econômico, histórico-culturais, linguísticos e educacionais da região. Assim, desenvolve importante papel na formação de profissionais adequadamente capacitados, que se inserem no mercado de trabalho e contribuem para o desenvolvimento local e regional.
Na trajetória deste Câmpus, foi marcante o incentivo à qualificação do corpo docente com a participação contínua no Plano de Capacitação Docente da UFMS. Outro aspecto importante diz respeito ao quadro de Mestres e Doutores do Câmpus do Pantanal (CPAN), que aumentou significativamente, ampliando a produção científica dos cursos, o desenvolvimento da Iniciação Científica, os Cursos de Especialização e o aumento na organização de vários eventos científicos.
O Câmpus do Pantanal é composto de 13 cursos de graduação e 02 cursos de pós-graduação em nível de mestrado, com seus respectivos Laboratórios para a prática de ensino.

#### EAD (à distância)
- Centro Universitário da Grande Dourados - UNIGRAN
- Faculdade de Tecnologia e Ciências - FTC (Salvador-BA)
- Faculdade Educacional da Lapa - FAEL
- Universidade Anhanguera - Uniderp
- Universidade Anhembi Morumbi - UAM
- Universidade do Sul de Santa Catarina - UNISUL
- Universidade Norte do Paraná - UNOPAR
- Universidade Paulista - UNIP

## Ensino profissional
No ensino profissional, dispõe de quatorze estabelecimentos que totalizam 15 cursos.
Aprendizagem comercial
- SENAC - Serviço Nacional de Aprendizagem Comercial

Aprendizagem industrial
- SENAI - Serviço Nacional de Aprendizagem Indústrial
- SESI - Serviço Social da Indústria

Idiomas
- BeFirst Idiomas
- Fisk
- Wizard

Informática
- CCI Escola Advanced
- IFMS
- Microlins
- Sigma Informática
- Universo Informática
- WAP Teleinformática

Metalurgia
- IFMS

Pré-vestibulares
- Cuca Centro Unificado

## Pesquisa
Corumbá sedia a Embrapa Pantanal, renomado centro de pesquisa de gestão federal que atua no território pantaneiro.